# テクテクマミー
「テクテクマミー」は、NHKの番組『みんなのうた』で1982年6月から7月にかけて放送された楽曲。作詞・作曲・歌はE.S.アイランド、編曲は細野晴臣。

## 概要
近未来を舞台に1台のロボットを持つ3人の家族、少年の「僕」と「マミー」と呼ばれている母親と父親の日常を描いた曲。当時流行していた『コンピューターおばあちゃん』に並ぶテクノポップ的な曲調である。YMOの細野晴臣がプロデュースした沖縄民謡を彷彿させるテクノ歌謡のアレンジが採られている。
映像は「アップル・パップル・プリンセス」などを手掛けた常連の若井丈児が、歌詞の内容を明るい色彩でより楽しくポップにアニメーションしている。
「E.S.アイランド」とは、元ズー・ニー・ヴーのギタリスト高橋英介とじゅん&ネネのメンバー早苗ネネのエスニック・テクノポップ・ユニット、メンバーは他に鮫島秀樹（元ツイスト）、ホッピー神山（元爆風銃）。